# Anny E. Popp
Anny E. Popp (* 21. Juli 1891 in Mährisch-Ostrau, Österreich-Ungarn; † unbekannt [nach 1936]); vollständiger Name im Geburtseintrag Anna Elisabeth Maria Popp, war eine österreichische Kunsthistorikerin. Sie hat insbesondere zur italienischen Renaissance und zum Werk von Michelangelo geforscht.

## Leben
Die Tochter des am Ringplatz 5, in Mährisch-Ostrau, wohnhaften Eisenwarenhändlers und kaiserlichen Rats, Vinzenz Popp, und seiner Frau Maria besuchte von 1897 bis 1902 die Volksschule und von 1902 bis 1908 das Mädchenlyzeum in ihrer Geburtsstadt. Nach der 1910 als Externistin abgelegten Reifeprüfung, auf die sie sich am Wiener Lyzeum Schwarzwald vorbereitet hatte, begann sie ihr Studium der Kunstgeschichte von 1910 bis 1915 an der Wiener Universität mit dem Wintersemester 1910/11. Das fünfte und sechste Semester ihres Studiengangs absolvierte sie an der Münchener Universität. In Wien hörte sie u.a bei Julius von Schlosser, Emil Reisch und Josef Strzygowski sowie Hans Tietze und Max Dvořák, beides Mitglieder der Wiener Schule der Kunstgeschichte. Sie belegte auch einen Kurs für archäologische Übungen bei Hans Schrader und besuchte die von Wilhelm Jerusalem gehaltene Regelvorlesung „Einleitung in die Philosophie“. Am 17. Juli 1915 wurde sie mit der von Max Dvořák und Josef Strzygowski begutachteten Arbeit Florentiner Plastik des 16. Jahrhunderts zum Doktor der Philosophie promoviert. 
Sie lebte in ihren frühen 20er Jahren in München und zog später nach Wien. 1919 veröffentlichte Popp Studien zu Paul Cézannes Malstil, Ferdinand Hodlers Prinzipien der Bildkomposition, einer Alterszeichnung Donatellos und zu den Kunstmitteln im Alten Ägypten. Den Schwerpunkt ihrer wissenschaftlichen Forschungstätigkeit legte sie auf das Werk Michelangelos. Bekannt wurde sie dabei durch ihre öffentliche Kontroverse mit Erwin Panofsky im Jahre 1929, der die heute weitgehend als echt anerkannte Rötelstudie Michelangelos „Drei Taten des Herkules“ betraf. Popp die versuchte, „durch sprachliches Nachzeichnen den künstlerischen Kern einer echten Michelangelo-Zeichnung herauszupräparieren und sichtbar zu machen“, ging von einer Fälschung und ihr Widerpart von einer Kopie nach Michelangelo aus.
Ihre letzten Lebensspuren als Wissenschaftlerin stammen vom November 1936, als sie ihre Studie Two Torsi by Michelangelo in der renommierten Londoner Zeitschrift Burlington Magazine veröffentlichte.

## Veröffentlichungen (Auswahl)
- Cézanne. Elemente seines Stiles, anläßlich einer Kritik erörtert. in: Die bildenden Künste, Wien 1919, 2. Jahrgang, S. 177–189 (Anno-Digitalisat).
- Ferdinand Hodler. Einiges über seine Kompositionsprinzipien. in: Die bildenden Künste, Wien 1919, 2. Jahrgang, S. 45–55 (Anno-Digitalisat).
- Eine Alterszeichnung Donatellos? in: Jahrbuch des kunsthistorischen Institutes der k. k. Zentral-Kommission für Denkmalpflege Jahrbuch des Kunsthisthistorischen Institutes, Wien 1919, 13. Jahrgang, S. 47–65.
- Steigerung. Akzentuierung und aphoristische Formensprache als Kunstmittel der Ägypter. in: Zeitschrift für bildende Kunst, E. A. Seemann, Leipzig 1919, 54. Jahrgang, S. 149–160 (Online).
- Nicolo und Giovanni Pisano (= Bibliothek der Kunstgeschichte. Bd. 36). E. A. Seemann, Leipzig 1922.
- Die Medici-Kapelle Michelangelos. O. C. Recht, München 1922 (Digitalisat).
- Leonardo Da Vinci – Zeichnungen. R. Piper & Co., München 1928.[6]
- Garzoni Michelangelos. in: Belvedere. Kunst und Kultur der Vergangenheit. Zeitschrift für Sammler und Kunstfreunde. Krystall Verlag, Wien 1925 (Band 8, Heft 37, S. 6 ff. - Anno-Digitalisat)[7]
- Two Torsi by Michelangelo. in: The Burlington Magazine for Connoisseurs, Burlington Magazine Publications Ltd., London 1936 (Band 69, Nr. 404, S. 202–213)